# Мунбин
Мун Бин (кор. 문빈; 26 января 1998, Чхонджу, Чхунчхон-Пукто — 19 апреля 2023, Каннамгу, Сеул), более известный как Мунбин (кор. 문빈), — южнокорейский певец, танцор, актёр и модель. Был участником бой-бэнда Astro и его саб-юнита Moonbin & Sanha.

## Биография

### Детство
Родился 26 января 1998 года в Чхонджу, провинции Чхунчхон-Пукто, Республика Корея. Закончил Высшую Школу Искусств Hanlim Multi Arts School, специализируясь на практической музыке.
У него есть младшая сестра Мун Суа, бывшая трейни YG и финалистка второго сезона рэп-конкурса Unpretty Rapstar. 10 ноября 2021 года она дебютировала в женской группе Billlie под лейблом Mystic Story, дочерней компании SM Entertainment.

### 2006—2015: Начало карьеры
Под влиянием своей матери Мунбин дебютировал в качестве детской модели и олльччана в 2004 году. Его первое известное появление было в 2006 году, когда он снялся в музыкальном видео TVXQ на их песню «Balloons», в качестве мини-версии Юнхо.
В 2009 году он сыграл свою первую актёрскую роль в корейской драме «Мальчики краше цветов», где он сыграл младшую версию персонажа Ким Бома.
Мунбин стал стажёром Fantagio Entertainment в пятом классе в 2009 году. Он участвовал в проекте мужской группы iTeen (Astro до дебюта) и был вторым стажёром, которого представили через Fantagio iTeen Photo Test Cut.
Перед тем, как дебютировать в Astro, в августе 2015 года Мунбин вместе с остальными участниками группы снялся в веб-дораме «Продолжение следует».

### 2016—2019: Дебют с Astro, сольная деятельность и перерыв
Мунбин дебютировал в составе мужской группы Astro, состоящей из шести человек, 23 февраля 2016 года. Их дебютный мини-альбом Spring Up содержал пять песен, включая заглавный трек «Hide & Seek».
7 сентября 2018 года было объявлено, что Мунбин примет участие в съёмках южнокорейской комедийной программы «The Ultimate Watchlist of Latest Trends» на протяжении двух сезонов.

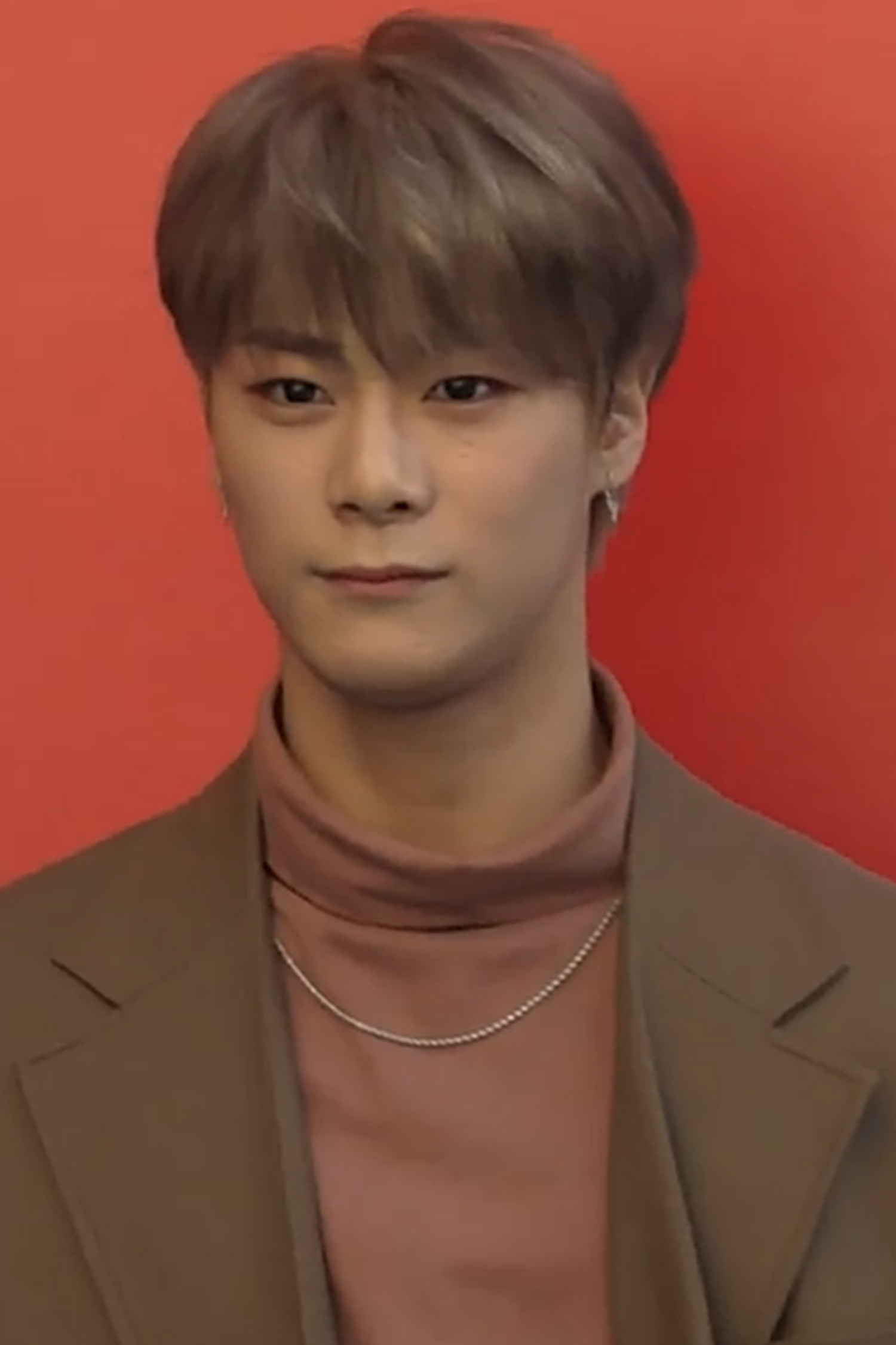
Мунбин в октябре 2018 года

17 января 2019 года было Fantagio подтвердили, что Мунбин получил роль в дораме «Моменты восемнадцатилетия», где он сыграл школьника-гея Чон О Чже.
12 ноября 2019 года Fantagio сообщили, что по состоянию здоровья Мунбин не будет участвовать в продвижении 6-го мини-альбома Astro «Blue Flame».

### 2020—2023: Возвращение из перерыва и дебют саб-юнита
14 февраля 2020 года Мунбин появился в прямом эфире Vlive с другими участниками Astro, тем самым завершив свой перерыв.
4 марта 2020 года Мунбин вместе с другим участником Astro Юн Санха и Канмином из Verivery были объявлены новыми ведущими корейского музыкального шоу Show Champion.
12 марта 2020 года было подтверждено, что он сыграет главную роль в веб-дораме «Принц-тритон».
26 мая 2020 года наряду с Мун Га Ён, Бон Тэ Гю и другими Мунбин присоединился к программе экологически чистой кулинарии Food Avengers.
В сентябре 2020 года Мун Бин был объявлен одной из моделей Nerdy Cafe.
14 сентября 2020 года Мун Бин и Юн Санха дебютировали в качестве первого подразделения Astro — Moonbin & Sanha, выпустив свой дебютный мини-альбом In-Out с заглавным треком «Bad Idea». Они получили свою первую победу на музыкальном шоу The Show за восемь дней с момента дебюта, став юнитом, получившим самую быструю первую победу на музыкальном шоу.
3 сентября 2021 года Neikidnis объявили, что выбрали Мунбина в качестве своей первой музы.
22 декабря 2021 года стало известно, что Мун Бин был добавлен в качестве актёра второго сезона шоу Saturday Night Live Korea от Coupang Play.

### Смерть
Мунбин был найден мёртвым 19 апреля 2023 года у себя дома около 20:10 по корейскому времени в районе Каннамгу, Сеул. По предположению полиции смерть наступила в результате суицида, но официально эта версия не была подтверждена. 20 апреля группа Astro и его лейбл Fantagio Entertainment подтвердили через социальные сети смерть певца, при этом семья просила не разглашать причину смерти. Похоронен 22 апреля 2023 года. Место захоронения не сообщается.

## Дискография

### Песни
| Название                                                                        | Год                     | Высшая позиция          | Альбом                   |
| Название                                                                        | Год                     | KOR DL                  | Альбом                   |
| Как ведущий исполнитель                                                         | Как ведущий исполнитель | Как ведущий исполнитель | Как ведущий исполнитель  |
| ------------------------------------------------------------------------------- | ----------------------- | ----------------------- | ------------------------ |
| «Let’s Go Ride»                                                                 | 2022                    | 59                      | Drive to the Starry Road |
| «Desire» (кор. 이끌려)                                                          | 2023                    | 15                      | Incense                  |
| «Fly» (с ДжинДжином)                                                            | 2024                    | 90                      | Неальбомный сингл        |
| Коллаборации                                                                    |                         |                         |                          |
| «Language Test» (с Суёном из Weki Meki)                                         | 2018                    | —                       | FM2018_12Hz              |
| «—» означает, что песня не попала в чарт или не была выпущена в данном регионе. |                         |                         |                          |

### Авторство
| Год  | Название                             | Исполнитель    | Альбом                   | Автор текста | Композитор |
| ---- | ------------------------------------ | -------------- | ------------------------ | ------------ | ---------- |
| 2017 | «You & Me (Thanks Aroha)»            | Астро          | Winter Dream             | Yes          | No         |
| 2018 | «By Your Side» (너의 뒤에서)         | Астро          | Rise Up                  | Yes          | No         |
| 2018 | «Merry-Go-Round (Christmas Edition)» | Астро          | Сингл                    | Yes          | No         |
| 2019 | «Merry-Go-Round»                     | Астро          | All Light                | Yes          | No         |
| 2021 | «Footprint» (발자국)                 | Астро          | Switch On                | Yes          | No         |
| 2022 | «Candy Sugar Pop»                    | Астро          | Drive to the Starry Road | Yes          | No         |
| 2023 | «Madness»                            | Мунбин и Санха | Incense                  | Yes          | No         |
| 2023 | «Desire» (이끌려)                    | Мунбин         | Incense                  | Yes          | Yes        |

## Фильмография

### Телевизионные сериалы
| Год  | Название                  | Роль           | Примечания | Ссылки                          |
| ---- | ------------------------- | -------------- | ---------- | ------------------------------- |
| 2009 | Мальчики краше цветов     | юный Со И Джон | н/д        | [ источник не указан 825 дней ] |
| 2014 | Вечно молоды              | н/д            | камео      | [ источник не указан 825 дней ] |
| 2019 | Моменты восемнадцатилетия | Чон О Дже      | н/д        | [ 27 ] [ 28 ]                   |

### Веб-дорамы
| Год  | Название                        | Роль            | Примечания       | Ссылки                             |
| ---- | ------------------------------- | --------------- | ---------------- | ---------------------------------- |
| 2015 | Продолжение следует             | играет сам себя | н/д              | [ 8 ]                              |
| 2016 | Мой особый романтический рецепт | н/д             | камео (6 эпизод) | [ источник не указан 825 дней ]    |
| 2017 | Айдолмания                      | н/д             | камео            | [ 29 ]                             |
| 2017 | Сладкая месть                   | играет сам себя | камео            | [ источник не указан 825 дней ]    |
| 2019 | Блюдо для души                  | ангел Муриель   | н/д              | [ 30 ] [ неавторитетный источник ] |
| 2020 | Принц Тритон                    | Чхве У Хёк      | н/д              | Lifetime Korea                     |
| 2020 | Принц-тритон: Начало            | Чхве У Хёк      | н/д              | Lifetime Korea                     |
| 2020 | Неизбежная романтика            | н/д             | камео            | [ 31 ]                             |
| 2021 | Найди меня, если сможешь        | н/д             | Камео (6 эпизод) | Inssa Oppa                         |

### Телевизионные шоу
| Год          | Название                               | Роль                | Примечания                        | Ссылки        |
| ------------ | -------------------------------------- | ------------------- | --------------------------------- | ------------- |
| 2018-2019    | The Ultimate Watchlist of Latest Trend | в актёрском составе | 1-2 сезон                         | [ 32 ] [ 33 ] |
| 2020         | Food Avengers                          | в актёрском составе | н/д                               | [ 34 ]        |
| 2020-present | Show Champion                          | ведущий             | с Юн Санха и Канмином из Veryvery | [ 35 ]        |

### Веб-шоу
| Год       | Название                  | Роль                | Примечания                      | Ссылки |
| --------- | ------------------------- | ------------------- | ------------------------------- | ------ |
| 2021      | Insa Oppa                 | в актёрском составе | н/д                             | [ 36 ] |
| 2021—2022 | Saturday Night Live Korea | в актёрском составе | 2 сезон                         | [ 37 ] |
| 2022      | Challenge                 | ведущий             | TikTok Stage On Air; с Юн Санха | [ 38 ] |

### Ведущий
| Год  | Название                       | Примечания             | Ссылки |
| ---- | ------------------------------ | ---------------------- | ------ |
| 2018 | Incheon K-Pop Concert          | с Ким Доён (Weki Meki) | [ 39 ] |
| 2020 | Gangnam Festival K-Pop Concert | с Тиффани              | [ 40 ] |

## Номинации и награды
| Церемония                   | Год  | Категория                         | Номинант                 | Результат | Ссылки                          |
| --------------------------- | ---- | --------------------------------- | ------------------------ | --------- | ------------------------------- |
| APAN Music Awards           | 2020 | Entertainer of the Year — мужской | Мунбин                   | Номинация | [ 41 ]                          |
| Brand of the Year Awards    | 2020 | Мужской айдол-актёр года          | Принц-тритон             | Номинация | [ источник не указан 825 дней ] |
| Seoul Webfest Film Festival | 2022 | Лучший актёр второго плана        | Найди меня, если сможешь | Номинация | [ 42 ] [ 43 ]                   |